# Kucerivka, Peremîșleanî
Kucerivka (în ucraineană Кучерівка) este un sat în comuna Cemerînți din raionul Peremîșleanî, regiunea Liov, Ucraina.

## Demografie
Componența lingvistică a localității Kucerivka
     Ucraineană (100%)
Conform recensământului din 2001, toată populația localității Kucerivka era vorbitoare de ucraineană (100%).